# 日清医療食品
日清医療食品株式会社（にっしんいりょうしょくひん）は、東京都千代田区に本社を置き、病院・医療施設および福祉施設などに対し、給食食事サービスを行うコントラクトフードサービス企業。
商号の由来は、初代社長・村田清次の「清」と「日本一の企業を目指す」という気持ちを込めた「日」の字を合わせて「日清医療食品」としている。
なお、日清食品グループとの資本関係はなく、ワタキューホールディングスの子会社である。また同様に「日清」の商号を用いる日清製粉グループや日清オイリオグループとも資本関係はない。

## 概要
保健・医療機関、福祉・保育施設への食事サービス業界において、業界1位のマーケットシェア31.4%を占めている（2011年度、日経シェア調査2013年版）。これは、日本の飲食業界全体の売上高としても第2位（2022年度時点、日経MJ 2022年6月22日）に入る。
また近年の高齢化社会を受け、施設給食事業のみならず、「食宅便」のブランドで、高齢者向けの冷凍弁当宅配事業にも参入し、減塩食・低カロリー食・低糖質食・低たんぱく食などの食事制限に対応した冷凍宅配弁当も販売している。
2011年（平成23年）3月11日の東日本大震災の発生後、同年3月19日からは、一部地域を原産地とする商品については、放射能検査を外部の専門機関に委託して実施することとした。

## 沿革
- 1972年（昭和47年）9月25日 - 綿久寝具（現・ワタキューセイモア）の100%子会社として設立。
- 2001年（平成13年）10月 - 株式を店頭公開（現在のJASDAQ）。
- 2004年（平成16年）11月 - 前年に経営破綻した一冨士フードサービスを100%子会社とする。
- 2008年（平成20年）9月11日 - 米穀販売会社「三笠フーズ」が工業用の「事故米」を食用として不正に転売していた問題が発覚し、同社がその転売先であったことを発表（下記参照）。
- 2009年（平成21年）
  - 4月 - 東北ライスセンターを開設。
  - 7月 - 株式会社日本医療総合研究所を吸収合併。
- 2010年（平成22年）
  - 1月 - アグリK・C熊本株式会社（現・アグリック）の株式62.6％を取得し、子会社化する。
  - 4月 - ヘルスケアフードサービスセンター九州を開設。
  - 6月 - 株式会社日京クリエイトの株式90％を取得し、子会社化する。
  - 7月 - つくば医療食研究機構株式会社を子会社として設立。
  - 8月12日 - ワタキューセイモア完全子会社のティ・エフ・ダブリュが株式公開買付けを発表。
  - 12月30日 - ティ・エフ・ダブリュの完全子会社となる。資本金を1億円、資本準備金を20百万円、利益準備金を5百万円とする。
- 2011年（平成23年）3月31日 - ティ・エフ・ダブリュを吸収合併し、ワタキューセイモアの100%子会社となる[7][8]。
- 2012年（平成24年）
  - 4月1日 - 在宅配食サービス事業「食宅便」開始。
  - 11月30日 - 株式会社アイコーメディカルを完全子会社化[9]。
- 2014年（平成26年）
  - 7月1日 - 子会社としてNIマネジメント株式会社を設立する[10]。
  - 7月28日 - 日立製作所と協業し、食事宅配サービスとクラウド型健康支援サービスをセットにした｢食宅便 with はらすまダイエット」を販売開始[11]。
  - 9月30日 - パプリカ生産会社である農業生産法人のリッチフィールド栗原有限会社の株式取得[12]。
- 2015年（平成27年）
  - 8月22日 -「ヘルスケアフードサービスセンター京都」を開設[13]。
  - 12月17日 - 銀座にアンテナショップ「nu dish Mousse Deli & Café」をオープン[14]。
- 2016年（平成28年）
  - 6月23日 - 安道光二が代表取締役会長に、菅井正一が代表取締役社長に就任[15]。
  - 11月2日 - 新介護食「モバイルプラスやわら御膳」誕生[16]。
- 2017年（平成29年）
  - 8月26日 - 新工場「ヘルスケアフードファクトリー亀岡」竣工[17]。
  - 9月1日 - 株式会社のぼるを子会社化[18]。
- 2018年（平成30年）11月7日 - 第48回食品産業技術功労賞「資材・機械・システム部門」を受賞 [19]。
- 2019年（令和元年）7月22日 - 外食産業（吉野家、モスフードサービス）と協業し、「みんなの日曜日」開始[20]。
- 2020年（令和2年）
  - 日清医療食品ミャンマー株式会社を設立。
  - 8月1日 - 株式会社現代けんこう出版の全株式を株式会社日京クリエイトに譲渡[21]。
- 2021年（令和3年）- ワタキューホールディングス株式会社を設立。2021年7月に同社の100％子会社となる。
- 2022年（令和4年）
  - 6月27日 - 菅井正一が代表取締役副会長に、立林勝美が代表取締役社長に、村田宝志が取締役副社長にそれぞれ就任[22]。
  - 8月10日 -「ヘルスケアフードファクトリー関東」が竣工[23]。
  - 9月1日 - 株式会社シップスを100％子会社とする[24]。

## 事業所

### 本社・支店
- 本社（東京都千代田区丸の内2-7-3）
- 北海道支店（北海道札幌市中央区）
- 北東北支店（岩手県盛岡市）
- 仙台支店（宮城県仙台市青葉区）
- 北関東支店（栃木県宇都宮市）
- 埼玉支店（埼玉県さいたま市中央区）
- 東関東支店（千葉県千葉市中央区）
- 東京支店（東京都渋谷区）
- 横浜支店（神奈川県横浜市西区）
- 名古屋支店（愛知県名古屋市中区）
- 中部支店（長野県長野市）
- 近畿支店（京都府京都市中京区）
- 関西支店（大阪府大阪市北区）
- 中国支店（広島県広島市中区）
- 四国支店（香川県高松市）
- 福岡支店（福岡県福岡市博多区）
- 南九州支店（熊本県熊本市中央区）
- 沖縄支店（沖縄県那覇市）

### 工場・その他
- 衛生管理室
- ヘルスケアフードファクトリー亀岡
- ヘルスケアフードファクトリー関東
- ヘルスケアフードサービスセンター岩槻
- ヘルスケアフードサービスセンター名古屋
- ヘルスケアフードサービスセンター京都
- ヘルスケアフードサービスセンター九州

## BCP対応

### 災害訓練
東日本大震災以降、事業継続計画（BCP）対応としてヘリコプターを用いた災害訓練を行っている。ヘリコプターを使用した災害訓練を定期的に実施しているのは、電力会社や携帯電話会社といった災害対応機関に指定された事業者以外では珍しい。
- 2012年12月6日には静岡県伊東市で実施[25]。
- 2013年9月13日には和歌山県田辺市で実施[26]。
- 2015年11月16日には宮城県富谷町（現・富谷市）と連携して実施[27]。
- 2017年8月26日には平成29年度亀岡市総合防災訓練に参加[28]。
- 2018年9月28日には災害拠点病院である魚沼基幹病院と連携した訓練を実施[29]。
- 2019年9月7日には、令和元年亀岡市総合防災訓練に参加。この訓練で、ヒラタ学園、岐阜大学と協業し、ヘリポートの夜間照明開発プロジェクトの実証実験も実施[30]。
- 2021年10月27日には、静岡県藤枝市で実施[31]。

### 災害時対応
- 2014年2月14日に発生した豪雪により配送が困難な地域に対して、2014年2月17日から18日にかけ、山梨県甲斐市及び都留市に向け、ヘリコプターにて物資搬送を3回実施している。配送した物量は食材等88アイテム、約840kg[32][33]。
- 2016年4月14日から発生した熊本地震では、4月15日から16日にかけ、熊本県阿蘇郡南阿蘇村及び熊本県合志市に向け、ヘリコプターにて物資搬送を3回実施している[34]。
- 2018年7月5日から西日本を中心に発生している集中豪雨（平成30年7月豪雨）では、広島県三原市に向け、ヘリコプターにて備蓄品用缶詰、白粥他　合計286.9Kg：210食分を物資搬送している[35]。

## 関連会社
- ワタキューホールディングス株式会社[36] - 持株会社
- ワタキューセイモア株式会社[37] - 親会社
- 一冨士フードサービス株式会社
- イフスコヘルスケア株式会社
- イフスコダイニング株式会社
- 株式会社アイコーメディカル
- 株式会社高南メディカル
- 株式会社アグリック
- 株式会社のぼる
- 株式会社シップス
- 日清医療食品ミャンマー株式会社 - 海外法人

過去の関連会社
- 株式会社現代けんこう出版 - 2008年（平成20年）9月5日買収、2020年に株式会社日京クリエイトへ譲渡

## 事件・不祥事

### 事故米使用問題
日清医療食品は、2008年（平成20年）9月11日、米穀販売会社の三笠フーズが食用として不正に転売していた、工業用の「事故米」（事故米穀）が混入していた米を購入・使用していたことを発表した。日清医療食品から病院や高齢者施設に供給されていた中国産うるち米を保健所が検査したところ、基準値を超える残留農薬のメタミドホスが検出された。日清医療食品の購入した「事故米」の多くは、既に赤飯やおこわ、餅などに調理されて供給され、消費されていた。
問題が発覚した当初、日清医療食品は「事故米」の購入量を704kgと発表していたが、その後に購入量は734kgだったと訂正している。
その後、同社ではこの件を受け、翌2009年（平成21年）4月に「東北ライスセンター」を設置。さらに2010年（平成22年）1月には「アグリK・C熊本」（現・アグリック）を子会社化した。2012年（平成24年）4月には、アグリK・C熊本が「関西センター」を開設。これにより、使用する米に関しては入荷時検査から精米、配送までを一括管理することとした。

### メラミン混入問題
また、同2008年（平成20年）9月21日、メラミン混入の疑いのある牛乳を原材料に使用していたことが発覚した中国産の「クリームパンダマン」を、丸大食品から購入し、病院・福祉施設等に給食のデザートとして提供していたことを発表した。
同社ではこの件を受け、同年中に安全管理の専門部署として「食品管理課」を設置。仕入れ段階から工場での製造プロセス、厨房での作業までの安全･安心を確認、徹底する全社的な体制を構築し、食品の安全を確保するため、商品の調達・購買を担当するバイヤーが食品管理課と連携してチェックする体制を整えた。食品管理課が製造メーカーに対し、食品安全の国際的な管理手法であるHACCPの考え方を取り入れて作成した約150項目におよぶ「基準チェック表」に沿って監査を実施することとした。

## テレビ提供番組
- 森田一義アワー 笑っていいとも!（フジテレビ系列、月曜 - 金曜の隔日）
- 土曜ワイド劇場（テレビ朝日系列）

上記の番組は2012年10月から放映。